# Adèle Isaac
Répertoire
- Marguerite dans Faust de Gounod
- Minka dans Le Roi malgré lui d'Emmanuel Chabrier

Adèle-Victorine Isaac-Lelong, dite Adèle Isaac, est une cantatrice française, née le 8 janvier 1854 à Calais et morte le 21 octobre 1915 à Paris 15e.

## Biographie
Élève du ténor Gilbert Duprez dès l'âge de 14 ans et dotée d'une voix de soprano colorature, elle se produit pour la première fois en public en 1870 dans Les Noces de Jeannette de Victor Massé, avant de faire ses débuts sur scène au théâtre de la Monnaie dans Le Pré-aux-clercs d'Hérold et Tannhäuser de Wagner en 1872. Elle est engagée l'année suivante à l'Opéra-Comique où elle débute dans La Fille du régiment de Donizetti le 1er juillet 1873, suivie notamment de Joconde de Nicolas Isouard. Mais Camille du Locle, le directeur, ne renouvelle pas son engagement.
Elle part alors à Liège où elle chante Faust (Marguerite) et Roméo et Juliette (Juliette) de Gounod, Hamlet (Ophélie) d'Ambroise Thomas, Rigoletto (Gilda) de Verdi, Lucia di Lammermoor de Donizetti, etc. puis à l'Opéra de Lyon.
Forte de ces succès, elle est réengagée à l'Opéra-Comique le 1er juillet 1878 pour L'Étoile du Nord de Meyerbeer (Catherine). Elle y crée, entre autres, le quadruple rôle d'Olympia/Antonia/Giulietta/Stella dans Les Contes d'Hoffmann de Jacques Offenbach en 1881.
Après un court passage à l'Opéra de Paris entre 1883 et 1885 où elle chante Hamlet de Thomas, Faust et Le Tribut de Zamora de Gounod, Guillaume Tell de Rossini, Robert le Diable de Meyerbeer (Alice), elle revient à l'Opéra-Comique en 1885. Elle y crée entre autres le rôle de Minka dans Le Roi malgré lui d'Emmanuel Chabrier en 1887. Elle épouse la même année Charles Lelong, commerçant puis prend sa retraite en 1889.